# Личківське нафтогазоконденсатне родовище
Личківське нафтогазоконденсатне родовище — належить до Руденківсько-Пролетарського нафтогазоносного району Східного нафтогазоносного регіону України.

## Опис
Розташоване в Дніпропетровській області на відстані 20 км від смт. Магдалинівка.
Знаходиться в південно-східній частині південної прибортової зони Дніпровсько-Донецької западини.
Структура виявлена в 1972 р. і являє собою у відкладах девону брахіантикліналь північно-західного простягання розмірами 2,0х1,2 м, амплітуда 150 м. У турнейських та візейських утвореннях це структурний ніс, розкритий до півд. заходу. Складка порушена розгалуженою системою розломів амплітудою 20-100 м. Перший промисловий приплив газоконденсатної суміші отримано з девонських відкладів з інт. 3775-3816 м у 1985 р.
Поклади пов'язані з пластовими, склепінчастими, тектонічно екранованими та літологічно обмеженими пастками. Режим нафтових покладів — розчиненого газу, газоконденсатних — газовий. Запаси початкові видобувні категорій А+В+С1: газу — 2498 млн. м³; конденсату — 488 тис. т. Густина дегазованої нафти 803—819 кг/м³. Вміст сірки у нафті 0,01-0,016 мас.%.